# Stoenești (Argeș)
Pour les articles homonymes, voir Stoenești.
Stoenești est une commune roumaine située dans le județ d'Argeș.